# Derya Cebecioğlu
Derya Cebecioğlu (ur. 24 października 2000 w Mersinie) – turecka siatkarka, reprezentantka kraju, grająca na pozycji przyjmującej.
W 2017 roku występowała na 3 turniejach siatkarskich: najpierw na Mistrzostwach Europy Kadetek wraz z reprezentantkami Turcji zajęła 11. miejsce, na Mistrzostwach Świata Juniorek 4. miejsce i na Mistrzostwach Świata Kadetek 4. miejsce. W 2018 roku przegrała z reprezentacją Polski o brązowy medal Mistrzostw Europy Juniorek. Wraz z reprezentacją Turcji była 4 drużyną Mistrzostw Świata Juniorek w 2019 roku.

## Sukcesy klubowe
Klubowe Mistrzostwa Świata:
- 2018, 2021
- 2022[3]

Mistrzostwo Turcji:
- 2019, 2022[4], 2025[5]
- 2023[6], 2024[7]

Puchar Challenge:
- 2021[8]

Superpuchar Turcji:
- 2021

Puchar Turcji:
- 2022[9], 2023[10]

Liga Mistrzyń:
- 2022[11], 2023[12]

## Sukcesy reprezentacyjne
Liga Narodów:
- 2023[13]
- 2021

Mistrzostwa Europy:
- 2023[14]

## Nagrody indywidualne
- 2018: Najlepsza przyjmująca Mistrzostw Europy Juniorek
- 2019: Najlepsza punktująca Mistrzostw Świata Juniorek